# Valdeobispo
Valdeobispo (extremadurai nyelven Valli-Obispu) település Spanyolországban, Cáceres tartományban. Valdeobispo Ahigal, Aceituna, Santibáñez el Bajo, Oliva de Plasencia, Plasencia, Carcaboso, Galisteo és Montehermoso községekkel határos. Lakosainak száma 610 fő (2024).

## Népesség
A település népessége az elmúlt években az alábbi módon változott:
| Lakosok száma | 816  | 786  | 773  | 761  | 735  | 705  | 680  | 656  | 654  | 610  |
|               | 2001 | 2004 | 2006 | 2009 | 2011 | 2014 | 2016 | 2019 | 2021 | 2024 |